# Hôtel de la Chambre
L'Hôtel de la Chambre, en luxemburguès Chambersgebai, situat a la plaça Krautmaart de la Ville Haute de la ciutat de Luxemburg és l'edifici on la Cambra de Diputats té les sessions. Fou construït entre 1858 i 1860 com a annex del Palau Gran Ducal, que ha estat usat des d'aleshores en totes les convocatòries de la Cambra.
L'edifici fou dissenyat per Antoine Hartmann en un estil eclèctic on es combinen elements del neogòtic, neorenaixement, i neoclàssic. El Palau Gran Ducal, en contrast, fou construït en estils renaixentista i barroc, però renovat el 1891 en estil historicista neorenaixentista.